# Tatjana Nikolajewna Strukowa
Tatjana Nikolajewna Strukowa (russisch Татьяна Николаевна Струкова, verh. Lewkijewskaja russisch Левкиевская; * 8. Augustjul. / 20. August 1897greg. in Moskau; † 22. Mai 1981 ebenda) war eine russische bzw. sowjetische Theater- und Film-Schauspielerin.

## Leben und Leistungen
Tatjana Strukowa wurde als Tochter einer Adelsfamilie im August 1897 in Moskau geboren, abweichend wird ihr Geburtsdatum auch mit dem 1. September angegeben. Bereits ihre Eltern waren künstlerisch tätig. Der Vater Nikolai Filimonowitsch Strukow († 1924) gab Zeichenunterricht, Tatjanas Mutter Warwara Iwanowna Strukowa († 1952) war Darstellerin am Korscha-Theater.
Nach dem Besuch des Winograd-Gymnasiums besuchte Strukowa ihrerseits eine Schauspielschule und spielte bis 1918 am Komissarschewskoi-Theater. In den Bürgerkriegsjahren 1919 und 1920 trat sie am Fronttheater des Volkskommissariats für Eisenbahnangelegenheiten und danach bis 1923 am Ersten Staatlichen Kindertheater auf. Von 1922 bis 1926 besuchte Strukowa das Staatliche Institut für Theaterkunst und spielte bis 1930 zunächst für verschiedene Häuser, ehe sie beim Radiozentr-Theater ihr erster langfristiges Engagement erhielt. 1937 wechselte Strukowa letztlich zum Zentralen Kindertheater, dem sie bis zu ihrem Ruhestand im Jahr 1977 verbunden blieb. Lediglich während des Deutsch-Sowjetischen Krieges war sie erneut als Darstellerin zur Unterhaltung der Fronttruppen im Einsatz. Bekannte Werke unter ihrer Beteiligung waren Die schuldlos Schuldigen, Erst kein Groschen und nun ein Taler und Der Wald von Alexander Ostrowski, Ihre Freunde von Wiktor Rosow, Nachtasyl von Maxim Gorki und Verstand schafft Leiden von Alexander Gribojedow sowie Adaptionen von Hans Christian Andersens Die Schneekönigin und Walentin Katajews Es blinkt ein einsam Segel. Sie trat außerdem als Baba Jaga auf.
Im Gegensatz zum Theater war Schukowa im Film nur selten zu sehen, entsprechend ihrer Bühnentätigkeit war ihr filmisches Schaffen zumeist auf ein jüngeres Publikum ausgerichtet. Sie trat insgesamt 14 mal vor der Kamera in Erscheinung, darunter in fünf Fernsehproduktionen. Ihr Debüt gab Strukowa 1931 in der vom Meschrabpomfilmstudio produzierten Komödie Механический предатель (Mechanitscheski predatjel). 1934 trat sie in Marionetten und 1936 in О странностях любви (O strannostjach ljubwi) auf, an denen Alexander Rou als Regieassistent beteiligt war. In seinem ersten eigenen Film Der Zauberfisch (1938) spielte sie einer Dienerin und sollte rund 30 Jahre später mit Feuer, Wasser und Posaunen (1967) noch einmal an einem Werk Rous mitwirken. Mit den Märchenfilmen Карлик Нос (Karlis Nos, 1970) nach Wilhelm Hauffs Der Zwerg Nase und Рамаяна (Ramajana, 1976), einer Inszenierung des Zentralen Kindertheaters, beschloss sie ihre Filmlaufbahn. Neben ihrer Arbeit vor der Kamera war die dunkelhaarige Mimin ab 1953 auch an fünf Animationsfilmen als Synchronsprecherin beteiligt.
Am 3. Mai 1952 wurde sie zur Verdienten Künstlerin der RSFSR ernannt.
Strukowa war mit Wenjamin Kusmitsch Lewkijewski († 1955) verheiratet, dessen Familiennamen sie nach der Eheschließung annahm. Der ehemalige Beleuchter trat ebenfalls am Zentralen Kindertheater als Darsteller auf.
Sie starb rund 3 Monate vor ihrem 84. Geburtstag und wurde auf dem Kalitniki-Friedhof beigesetzt.

## Filmografie (Auswahl)
- 1934: Marionetten (Marionetki)
- 1938: Der Zauberfisch (Po schtschutschemu weleniju)
- 1967: Feuer, Wasser und Posaunen (Ogon, woda i… mednyje truby)
- 1969: Tschaikowski
- 1970: Карлик Нос (Karlis Nos)